# Hòa Tiến, Yên Phong
Hòa Tiến là một xã thuộc huyện Yên Phong, tỉnh Bắc Ninh, Việt Nam.

## Địa lý
Xã Hòa Tiến có diện tích 6,29 km², dân số năm 1999 là 7.325 người, mật độ dân số đạt 1.165 người/km².
Là xã nằm ở cực Tây của tỉnh Bắc Ninh

## Hành chính
Xã Hòa Tiến được chia thành 5 thôn:
- Thôn Diên Lộc
- Thôn Yên Tân
- Thôn Yên Vỹ
- Thôn Yên Hậu
- Thôn Đồng Nhân

## Lịch sử
Tháng 10 năm 1956, xã Hòa Tiến được thành lập tách ra từ xã Yên Phụ.